# Lane Kim
Lane Hyung-hyung Van Gerbig (født Kim) er en fiktiv person i tv-serien Gilmore Girls spillet af Keiko Agena. 

## Biografi
Lane er født og opvokset i Stars Hollow. Hun er et oprørsk datter af strenge syvende dag adventistiske, koreanske, veganiske forældre (hendes far er dog aldrig set i serien, og man kender heller ikke til hvad han laver, men Lane bruger ofte udtrykket mine forældre). Lane begynder tidligt at skjule sit virkelige jeg for sine forældre og gemmer ting under gulvbrædderne i sit værelse. Hun gemmer blandt andet rock-cd'er og bøger. 
Lane og hendes bedste veninde Rory Gilmore gjorde i samarbejde alt hvad de kunne for at få Lane til at deltage i så mange almindelige aktiviteter som muligt på trods af Mrs. Kims strenge omsorg, der fra Lanes side mest er opfattet som kontrol frem for kærlighed.